# Anne Finch
Anne Finch, contessa di Winchelsea (nata Kingsmill) (Sidmomonton, aprile 1661 – Eastwell, 5 agosto 1720), è stata una poetessa britannica.
Dama di compagnia di Maria Beatrice d'Este, pubblicò nel 1713 la raccolta Poesie, comprendente anche una tragedia, Aristomene.
Fu per lo più imitatrice di Matthew Prior, ma introdusse una certa osservazione naturalistica.